# Stichprobenmittel
Das Stichprobenmittel, auch als Stichprobenmittelwert, arithmetischer Mittelwert oder arithmetisches Mittel bezeichnet, ist eine spezielle Schätzfunktion in der mathematischen Statistik. Es spielt eine wichtige Rolle bei der Schätzung des Erwartungswertes von unbekannten Wahrscheinlichkeitsverteilungen und tritt auch bei der Konstruktion von Konfidenzintervallen und statistischen Tests auf.
Sein empirisches Pendant ist der empirische Mittelwert. Er entspricht einer Realisierung des Stichprobenmittels.

## Definition
Seien {\displaystyle X_{1},X_{2},\dots ,X_{n}} unabhängig und identisch verteilte Zufallsvariablen. Dann ist das Stichprobenmittel definiert als
{\displaystyle {\overline {X}}={\frac {1}{n}}\sum _{i=1}^{n}X_{i}}.
Teils wird noch die Anzahl der Zufallsvariablen als Index mitnotiert, insbesondere bei Grenzwertbetrachtungen. Das Stichprobenmittel wird dann als {\displaystyle {\overline {X}}_{n}} notiert.
Die Verteilung des Stichprobenmittelwertes ist im nebenstehenden Bild für unterschiedliche Stichprobenumfänge dargestellt.

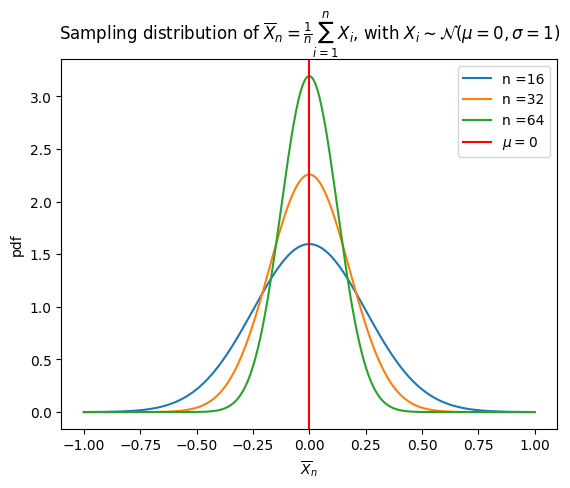
Stichprobenverteilung des Stichprobenmittels normalverteilter Zufallsvariablen.

## Eigenschaften
Das Stichprobenmittel ist das erste Stichprobenmoment und damit Erwartungswert der empirischen Verteilung. Daraus folgt direkt, dass es sich bei dem Stichprobenmittel um den Momentenschätzer für den Erwartungswert handelt (für eine Herleitung siehe Momentenmethode#Schätzung des Erwartungswertes).
Der so gewonnene Schätzer ist erwartungstreu für den unbekannten Erwartungswert {\displaystyle \mu } und hat damit eine Verzerrung von Null. Dies folgt direkt aus der Linearität des Erwartungswertes, denn es ist
{\displaystyle \operatorname {E} ({\overline {X}})=\operatorname {E} \left({\frac {1}{n}}\sum _{i=1}^{n}X_{i}\right)={\frac {1}{n}}\operatorname {E} \left(\sum _{i=1}^{n}X_{i}\right)={\frac {1}{n}}\sum _{i=1}^{n}\operatorname {E} (X_{i})={\frac {1}{n}}\cdot n\cdot \mu =\mu },
was genau dem Erwartungswert des zugrundeliegenden Wahrscheinlichkeitsmaßes entspricht.
Des Weiteren ist das Stichprobenmittel aufgrund des zentralen Grenzwertsatzes stets asymptotisch normalverteilt und nach dem starken Gesetz der großen Zahlen auch stark konsistent.

### Varianz des Stichprobenmittelwertes

#### Unendlich große Population
Für unendlich große Grundgesamtheiten gilt für unabhängige {\displaystyle X_{i}}
{\displaystyle \operatorname {Var} ({\overline {X}})=\operatorname {Var} \left({\frac {1}{n}}\sum _{i=1}^{n}X_{i}\right)={\frac {1}{n^{2}}}\operatorname {Var} \left(\sum _{i}X_{i}\right)={\frac {1}{n^{2}}}\sum _{i}\operatorname {Var} (X_{i})={\frac {1}{n^{2}}}\cdot n\cdot \sigma ^{2}={\frac {\sigma ^{2}}{n}}}

#### Endlich große Population
Bei einer endlich großen Population mit Größe {\displaystyle N} und Stichproben Größe {\displaystyle n}
ist die Varianz des geschätzten Mittelwertes {\displaystyle \operatorname {Var} \left({\frac {1}{n}}\sum _{i=1}^{n}X_{i}\right)={\frac {1}{n}}(1-{\frac {n}{N}})\sigma ^{2}.}
Die Varianz des Mittelwert-Schätzers ist somit Null, wenn {\displaystyle n=N}.